# Нахтерштедт
Нахтерштедт (нем. Nachterstedt) — посёлок в Германии, в земле Саксония-Анхальт, входит в район Зальцланд в составе городского округа Зеланд.
Население составляет 2097 человек (на 31 декабря 2007 года). Занимает площадь 8,21 км².

## История
Первое упоминание о поселении встречается в документах Оттона II в 961 году.
15 июля 2009 года, после проведенных реформ, был образован городской округ Зеланд, а поселения: Нахтерштедт, Фридрихсауэ, Фрозе, Хойм, Шаделебен вошли в его состав в качестве районов.

## Галерея

Нахтерштедт на карте городского округа
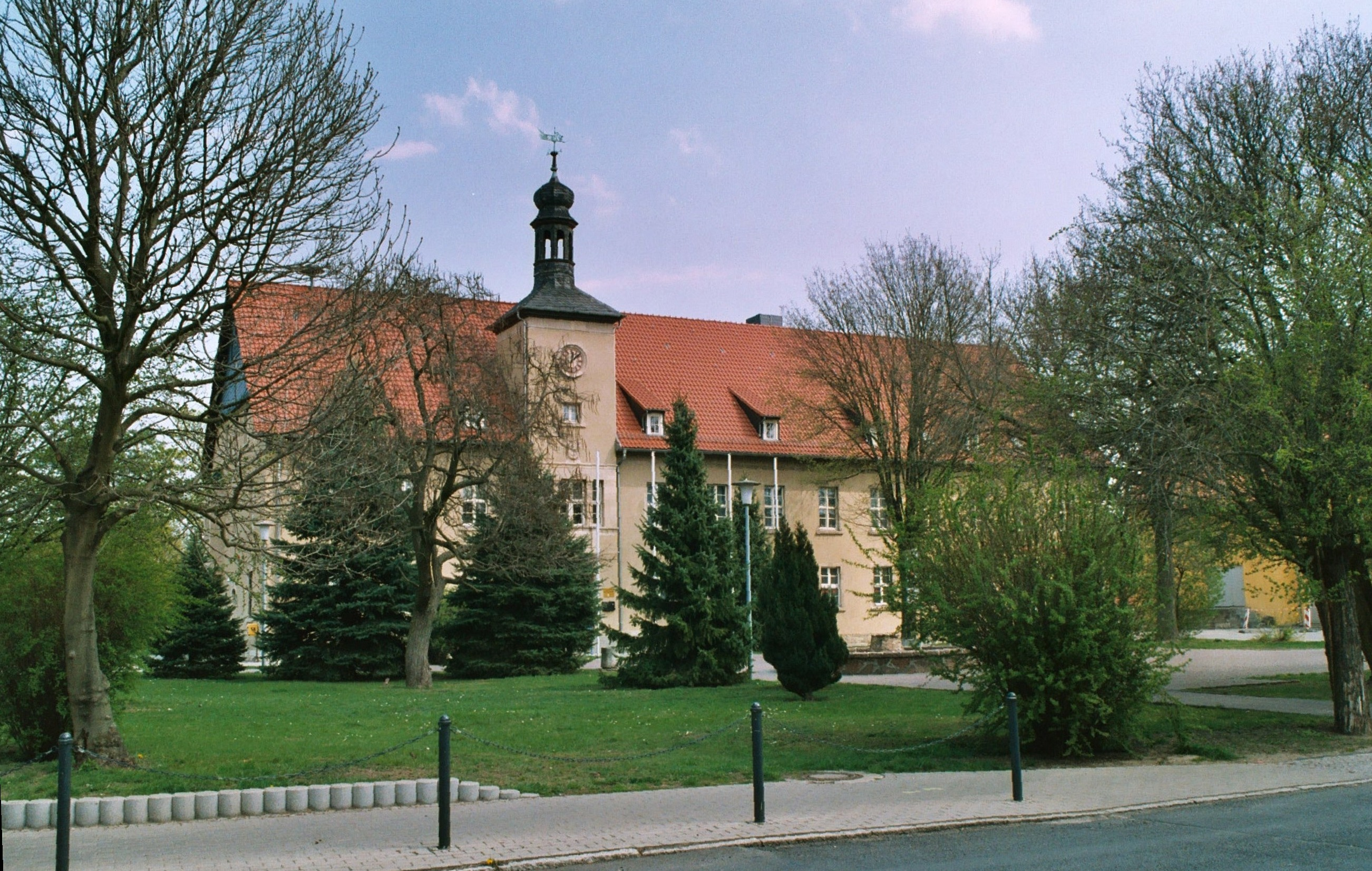
Ратуша
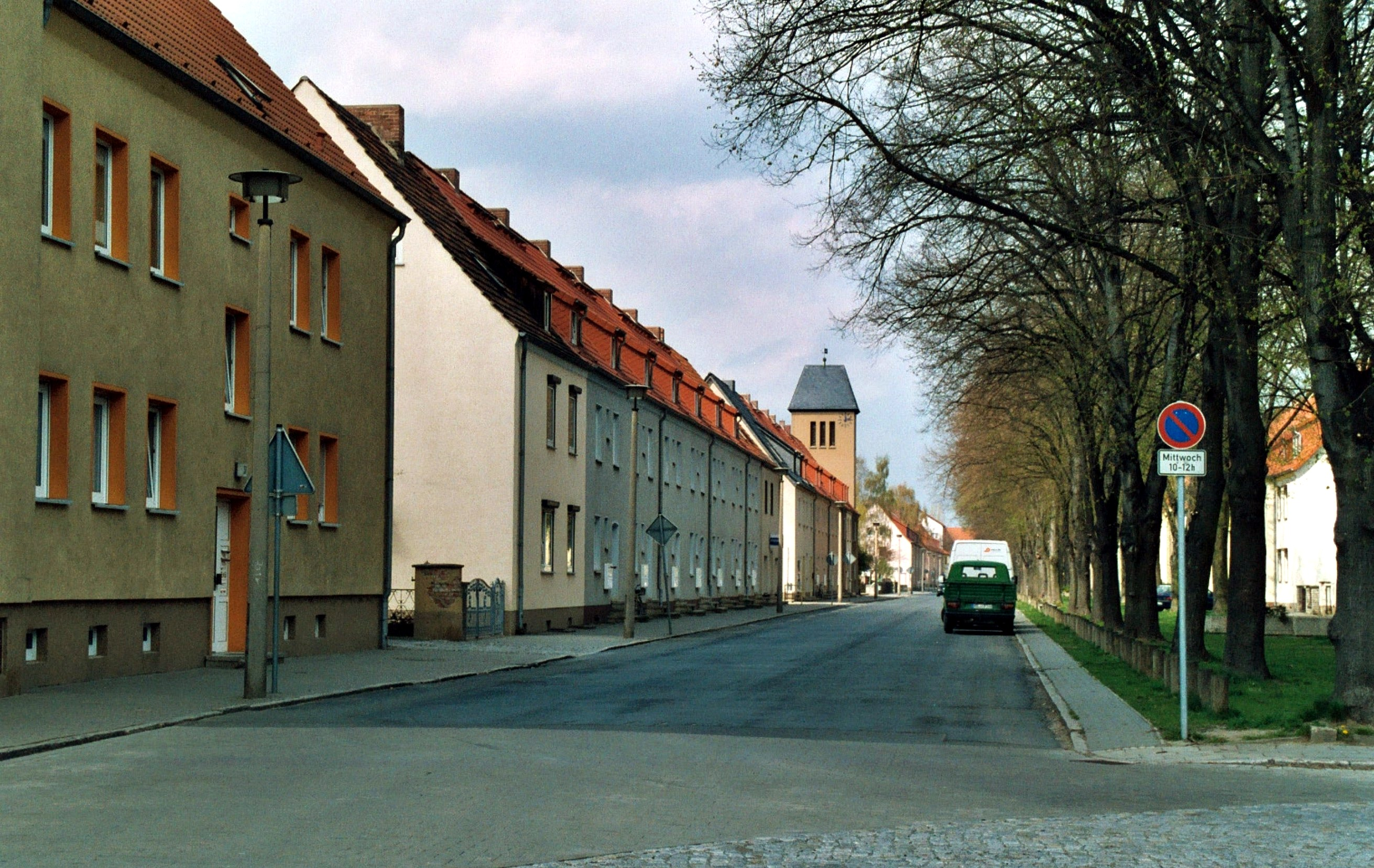
Линден-штрассе
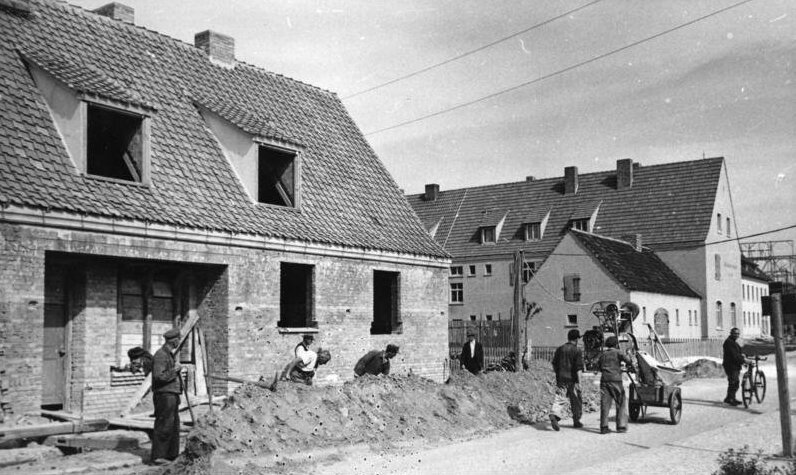
Строительство коттеджей в 1949 году